# Ari Mannio
Ari Pekka Mannio (Lehtimäki, 23 luglio 1987) è un giavellottista finlandese.

## Palmares
| Anno | Manifestazione    | Sede           | Evento                 | Risultato | Prestazione | Note |
| ---- | ----------------- | -------------- | ---------------------- | --------- | ----------- | ---- |
| 2004 | Mondiali juniores | Grosseto       | Lancio del giavellotto | 6º        | 70,63 m     |      |
| 2005 | Europei juniores  | Kaunas         | Lancio del giavellotto | Bronzo    | 72,47 m     |      |
| 2006 | Mondiali juniores | Pechino        | Lancio del giavellotto | Argento   | 77,26 m     |      |
| 2007 | Europei under 23  | Debrecen       | Lancio del giavellotto | 4º        | 76,04 m     |      |
| 2009 | Europei under 23  | Kaunas         | Lancio del giavellotto | Oro       | 84,57 m     |      |
| 2010 | Europei           | Barcellona     | Lancio del giavellotto | 10º       | 77,30 m     |      |
| 2011 | Mondiali          | Taegu          | Lancio del giavellotto | 14º (q)   | 80,27 m     |      |
| 2012 | Europei           | Helsinki       | Lancio del giavellotto | Bronzo    | 82,63 m     |      |
| 2012 | Giochi olimpici   | Londra         | Lancio del giavellotto | 11º       | 78,60 m     |      |
| 2015 | Mondiali          | Pechino        | Lancio del giavellotto | 14º (q)   | 80,19 m     |      |
| 2016 | Europei           | Amsterdam      | Lancio del giavellotto | 19º (q)   | 78,55 m     |      |
| 2016 | Giochi olimpici   | Rio de Janeiro | Lancio del giavellotto | 27º (q)   | 77,73 m     |      |